# 3322 Lidija
A 3322 Lidija (ideiglenes jelöléssel 1975 XY1) a Naprendszer kisbolygóövében található aszteroida. Tamara Mihajlovna Szmirnova fedezte fel 1975. december 1-jén.